# Epomanduodurum
Epomanduodurum était une agglomération secondaire gallo-romaine, qui correspond aujourd'hui à la ville de Mandeure (Doubs). À l'époque romaine, Epomanduodurum était un des centres urbains majeurs de la Germanie Supérieure. Bâtie sur un croisement de routes, la ville connait son apogée au Ier siècle. Les vestiges de cette époque, dont le plus visible est le théâtre antique, témoignent de l'importance et de la complexité du site antique.
Les différentes campagnes de fouilles menées depuis le XVIe siècle ont permis de mettre au jour d'importants vestiges dont certains remontent à la période gauloise et permettent de montrer la présence de l'homme sans discontinuité depuis cette époque.

## Histoire

### Une occupation du site par les Gaulois
Des traces de la présence gauloise sont attestées à partir du IIe siècle av. J.-C., bien qu'aucun témoignage de l'existence d'un oppidum n'ait été trouvé. De cette époque, des objets rituels ont été mis au jour dans une nécropole gauloise du IIe siècle av. J.-C. sur la ville voisine de Mathay.

### Une ville gallo-romaine

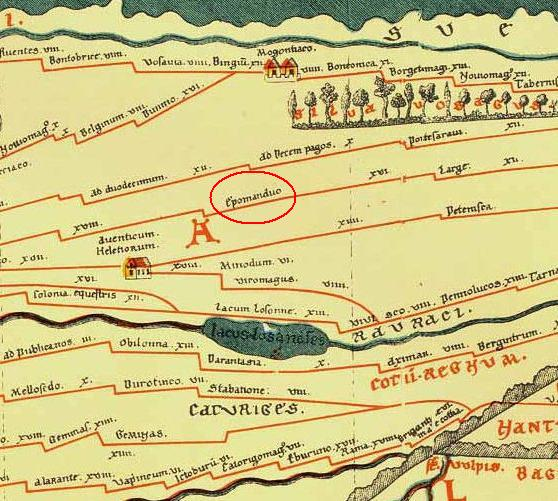
Extrait de la Table de Peutinger sur lequel figure Epomanduodurum.
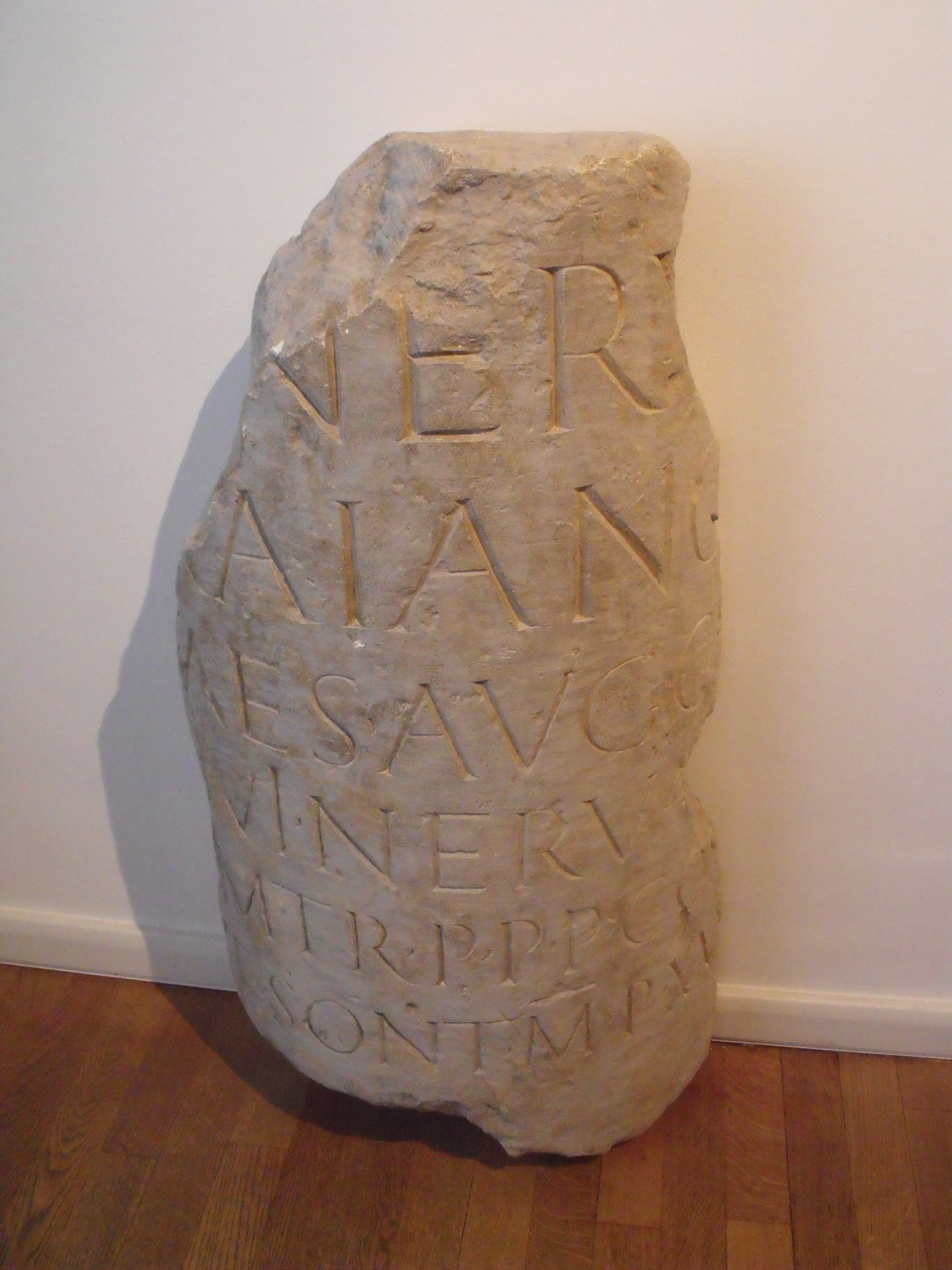
Borne romaine (Mathay)

À l'époque romaine, Epomanduodurum était une importante agglomération séquane, la deuxième après Vesontio. En effet, l'agglomération était à un carrefour de deux axes de communication majeurs (Route de Lyon à Kembs et la route de Vesontio via les plateaux jusqu'à Bâle) et la navigation fluviale sur le Doubs, existant déjà à cette époque là, ne pouvait aller plus en amont d'Epomanduodurum. La ville servait également de station relais pour les légions romaines. Elle est d'ailleurs mentionnée sur l'itinéraire d'Antonin et situé à 31 milles de Vesontio. De nombreux vestiges en subsistent aujourd'hui : théâtre adossé à flanc de colline (le plus grand de Gaule), thermes, habitations. À la fin du IIIe siècle, une rétractation de la cité est constatée et des fortifications apparaissent.

### Un site occupé du Haut Moyen Âge à nos jours
Après le déclin de la ville, le site continue d'être occupé et une charte du VIIIe siècle mentionne en tant que « Mandroda » ou « Mandorum » un castrum à la place de l'agglomération antique et confirme donc une occupation ininterrompue depuis l'époque gauloise jusqu'à nos jours.

## Urbanisme

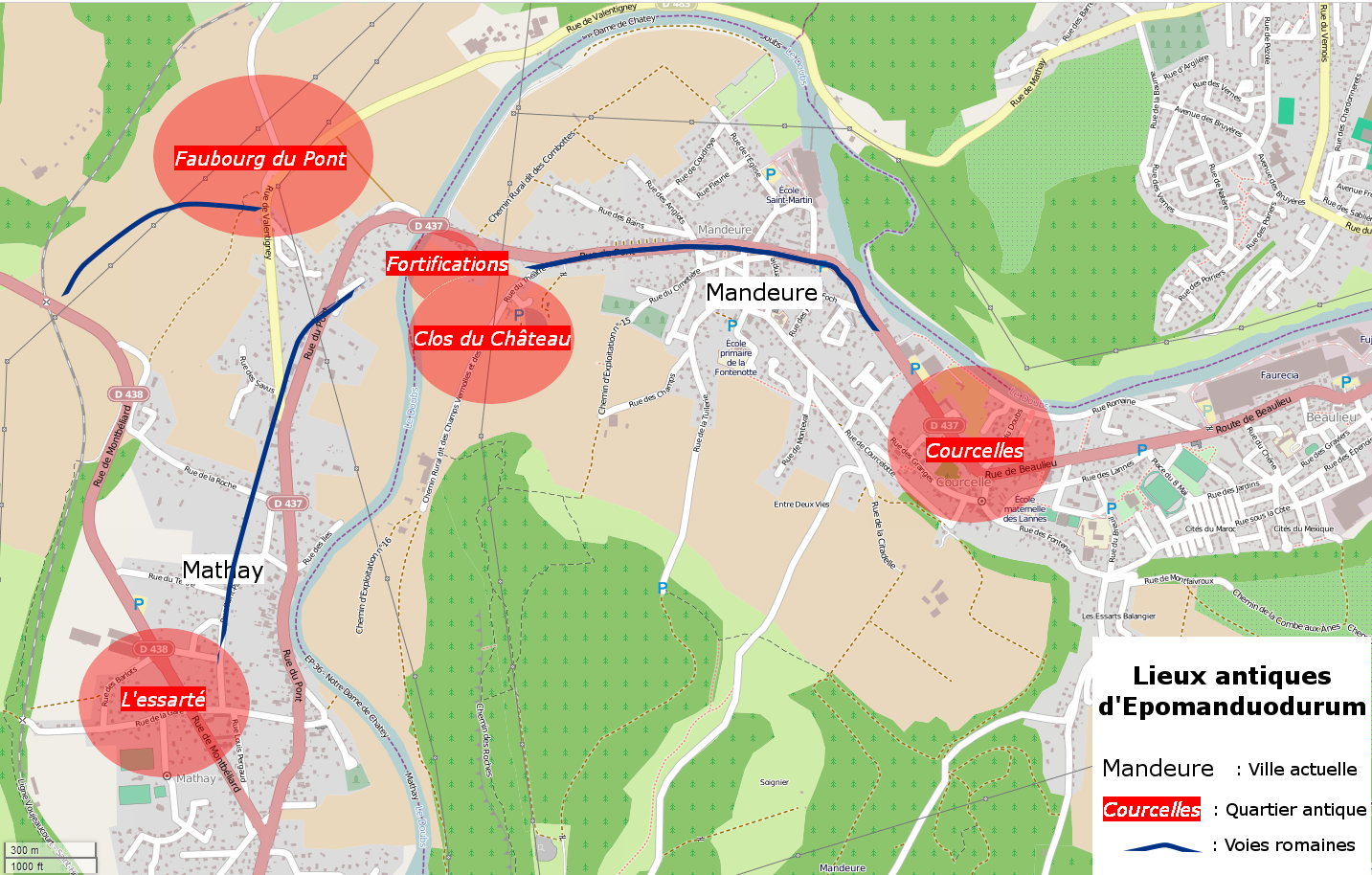
Localisation des lieux antiques d'Epomanduodurum

### Époque gauloise
Déjà présente à l'époque gauloise, la cité présentait les atours d'une grande ville : un habitat disséminé, présence d'un espace funéraire et d'un sanctuaire. Elle était située sur un axe de pénétration du Jura, indispensable à l’époque des métaux pour les échanges avec les populations des plateaux via la haute vallée du Doubs. À cette époque, la cité gauloise se présente comme une ville de plaine et non sous une forme d'oppidum.

### Époque gallo-romaine
Les différentes fouilles laissent apparaître une surface urbaine maximale d'environ 435 hectares, délimités à l'ouest par le lieu-dit de l'Essarté et à l'est par le secteur de Courcelles. Jusqu'au XIXe siècle, les voies urbaines de Mandeure reprenaient à grands traits le réseau urbain antique. Les trois axes principaux de la ville antique convergeaient vers le passage sur le Doubs. Les voies de circulation sur la rive droite épousent le relief par manque de place et sont orientés parallèlement au Doubs. Sur la rive gauche sur Le faubourg du pont ainsi qu'à l'éssarté, les rues sont quadrillés régulièrement comme dans de nombreuses cités romaines.
L'agglomération s'est développée de part et d'autre du Doubs, autour d'un point de passage sur la rivière. La rive droite comportait des espaces funéraires, des habitations et le Clos du château, le complexe monumental où se trouvait le théâtre et le sanctuaire. Sur la rive gauche, le Quartier du pont semble avoir été un quartier artisanal.
Trois complexes religieux semblaient exister :
- Un complexe au centre de la cité, mis en évidence par des traces de bâtiments carrés de mêmes orientation et dimension, qui semblent être des temples
- Le complexe du le clos du château à l'ouest, autour du théâtre, réparti sur dix hectares semble être le plus important de l'agglomération
- Un complexe situé à Courcelles à l'est, se trouvant à côté des thermes de Courcelles

## Les fouilles

### Historique
Les scientifiques commencèrent à s’intéresser à l'agglomération romaine à l'époque moderne, entre les XVIe et XVIIIe siècles, en particulier Jean Bauhin, Heinrich Schickhardt ou Jean-Jacques Chifflet. Les études du site continueront entre 1783 et 1785 sous l'impulsion de Léonard Parrot, dont les travaux seront repris par Charles Duvernoy. Les fouilles continuent sous la restauration, alors qu'un cadre juridique de protection se met en place, sous l'impulsion de Frédéric Morel-Macler aidé par Prosper Mérimée qui classera le site. Les interprétations de ces études de l'époque sont sujettes à caution (erronées ou tronquées),. Au XIXe siècle, sur le site du Clos du château, la récupération de matériaux pour la construction permet la découverte de vestiges, qui seront fouillés de manière scientifique par C. Duvernoy et H. L'Epee. C. Duvernoy en conclut à l'existence d'une basilique mais ce n'est qu'en 1933 que H. Koethe identifie l'ensemble des vestiges comme étant les restes d'un sanctuaire gallo-romain.

### Les méthodes utilisées
Au XXe siècle, les fouilles continuent en utilisant diverses méthodes :
- prospection par vues aériennes : les anciens vestiges peuvent laisser des traces visibles depuis le ciel[aefc 10]
- archéologie préventive : les projets de construction donnent lieu à des sondages et dans certains cas à des fouilles préventives[aefc 11]
- recherche programmée : la recherche archéologique est effectuée à partir de fonds documentaires et de fouilles sur le terrain[aefc 12]
- prospection au sol : adaptée aux champs agricoles, elle permet de collecter les informations archéologiques mises au jour par les travaux agricoles[aefc 13]
- prospection géo-physique : la mesure de la résistivité au sol permet d'obtenir un plan détaillé de l'urbanisme de la cité antique[aefc 14]

### Résultats des fouilles
De nombreux éléments ont été découverts lors des différentes campagnes de fouilles. Les découvertes principales :

#### Époque gauloise
- Quelques centaines de pièces de Monnaie gauloises (conservées au musée de Montbéliard pour une majorité). Les monnaies retrouvées sont en or, argent, cuivre et, pour plus des trois quarts en potin. Les trois premiers types sont gravées et sont d'origines séquane et éduenne, ou proviennent du nord de la Suisse, du sud de l'Allemagne, de la vallée du Rhône et du sud de la France; le dernier type, le potin est coulé et est d'origine locale. Le faible nombre de monnaie issu des régions voisines ou lointaines témoigne de la non intégration dans la zone d'échange dynamique de la fin de l'âge du fer[coll 4].
- en 2006, découverte du trésor de Mathay, plus de 1500 pièces de bijoux, colliers de perles, ambre, or, datant de 1000 ans av. J.-C.[4].
- Des amphores vinaires italique, céramiques datant de la fin de l'époque gauloise témoignent de l'habitat de la Tène finale[coll 1].
- Des céramiques, bracelets et anneaux en verre au clos du château datés de la tène attestent la présence d'un rituel d'offrande[coll 5],[coll 6].
- Quelques équipements de guerriers ont été mis au jour et devaient servir également d'offrandes[coll 7].

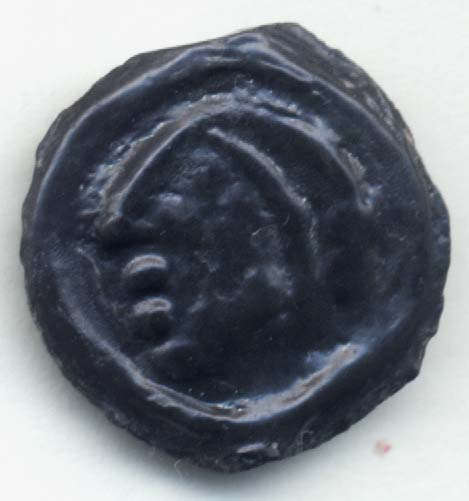
Exemple de pièce en potin des environs de Besançon.
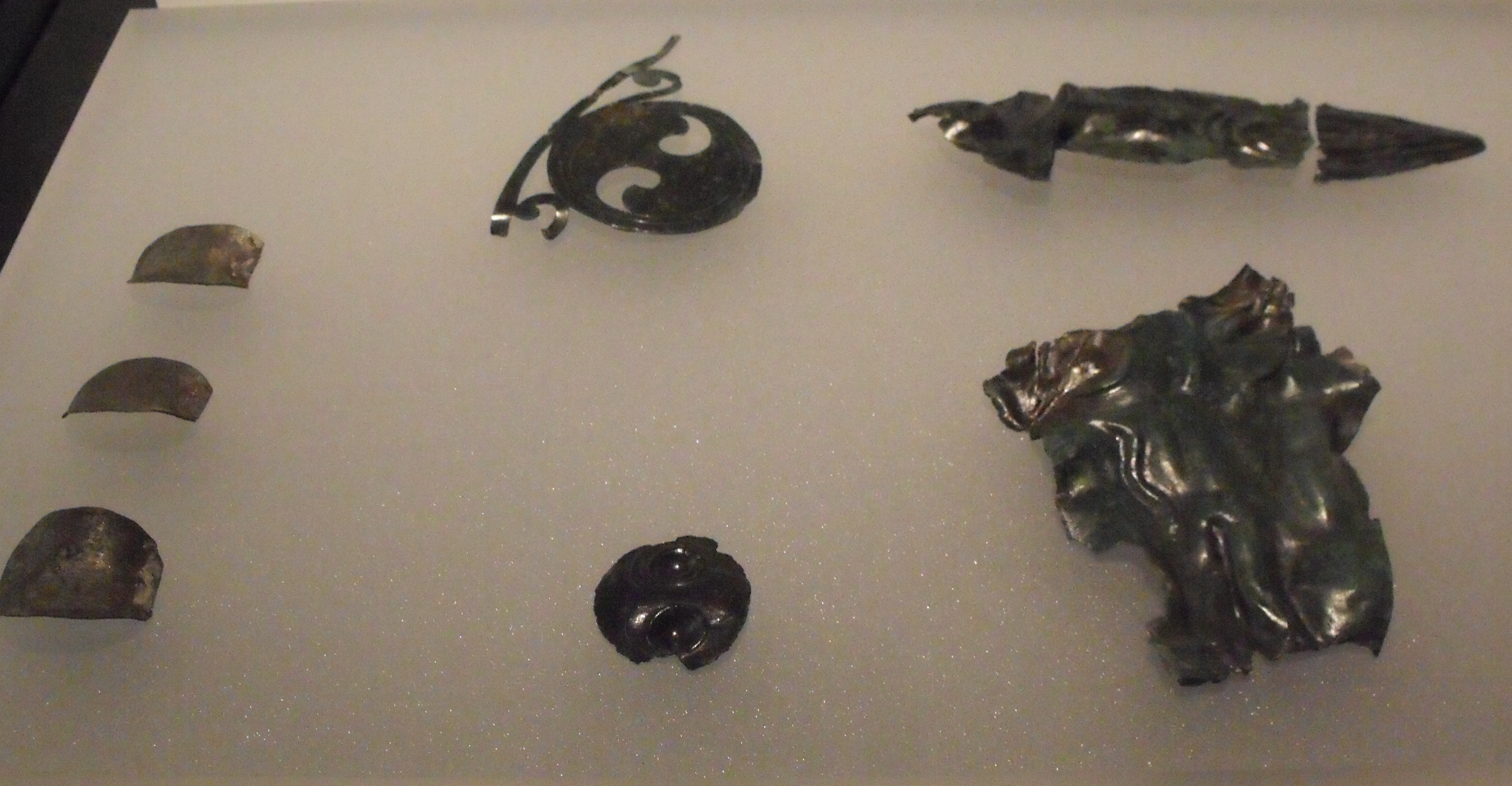
Fibules et accessoires gaulois issus des fouilles.

#### Époque romaine
- Des colonnes contenant des fragments d'inscription ont été mises au jour[coll 8].
- Des fragments de marbre, de nombreuses monnaies romaines d'époque flavienne, des clochettes et parures ont également été découverts[coll 8].

## Monuments antiques

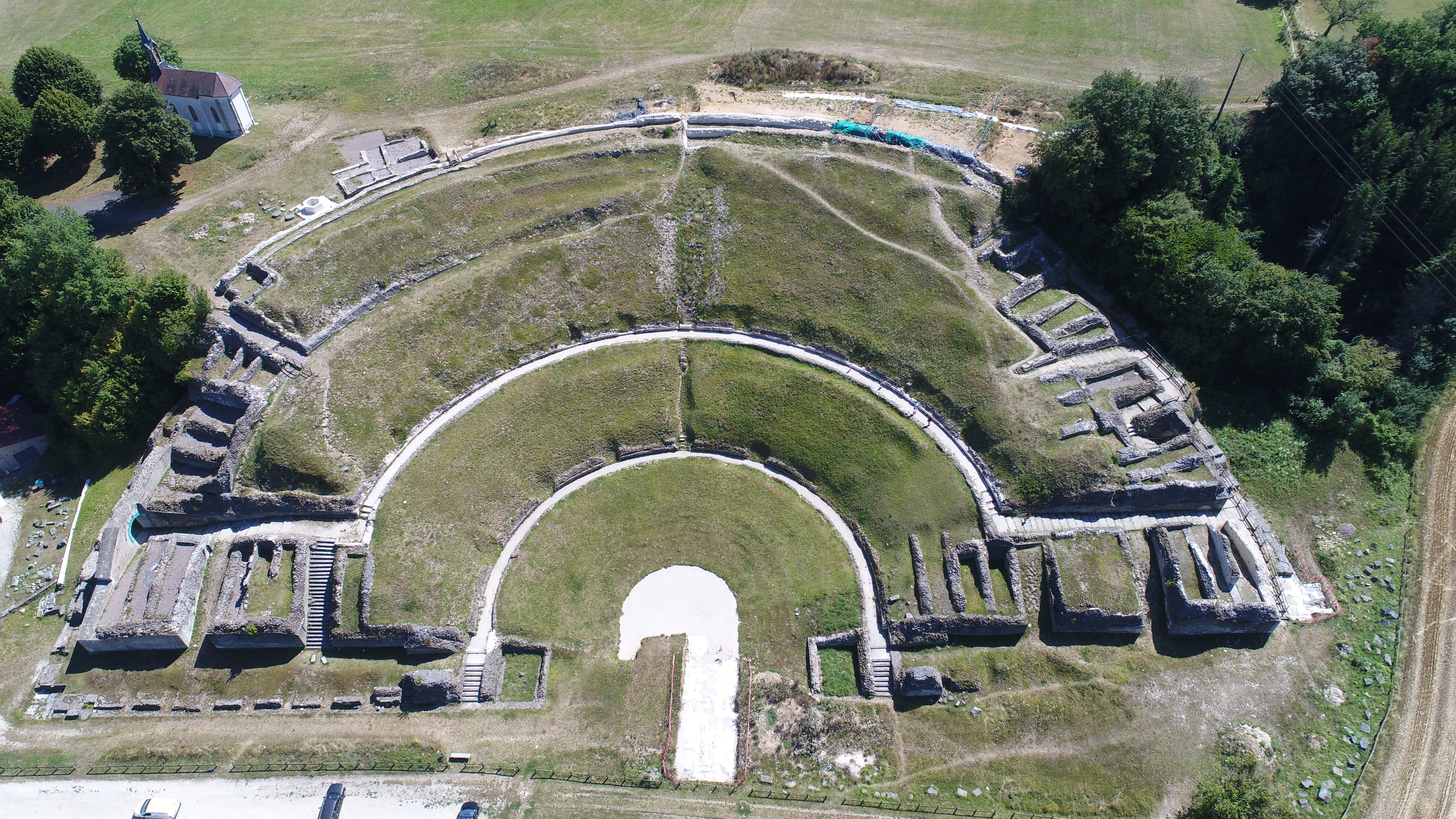
Théâtre gallo-romain de Mandeure.

### Le clos du château
Le clos du château désigne un espace cultuel de dix hectares situé entre le plateau du Lomont et le Doubs. Il se composait de quatre ensembles : Le théâtre à l'est, le sanctuaire du clos du château à l'ouest, le sanctuaire du champ des fougères au nord et divers bassins au sud. L'ensemble forme un site classé des monuments historiques depuis 1912.

#### Le théâtre
Seul élément visible des vestiges de l'ancienne cité, le théâtre est adossé à la colline. Avec 150 mètres de diamètre, il est le plus grand de Gaule,, juste devant celui d'Autun. Les gradins s'appuyaient en partie sur la colline, et couvraient un dédale d'escaliers, de couloirs, loges et décors. Les quatre étages de gradins pouvaient accueillir 18 000 spectateurs. Côté scène, les façades atteignaient une hauteur de 30 mètres. Le théâtre est classé aux monuments historiques en 1964.

#### Le sanctuaire du clos du château

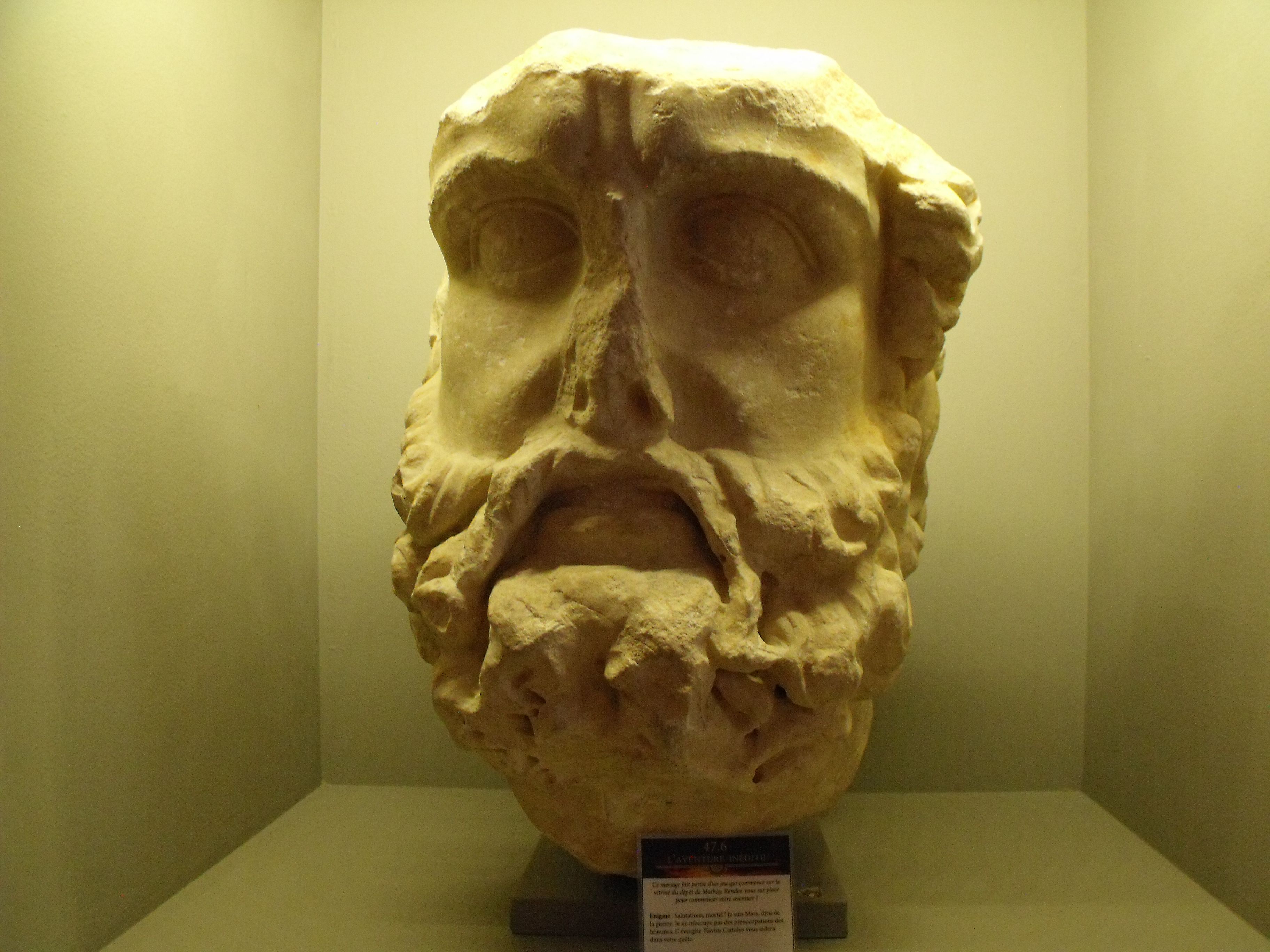
Fragment de statue du sanctuaire

La présence d'un sanctuaire d'origine gauloise est attestée par de nombreux objets découverts au cours des années 1990 (fibules, bracelets, vaisselle, etc.). L'ensemble cultuel présente des similitudes avec d'autres sanctuaires de la même époque et de la région. Ce sanctuaire gaulois devait être un centre d'importance car les Romains ont ensuite bâti un complexe important (théâtre, thermes, temples) par-dessus celui-ci.
Situé face au théâtre, ce sanctuaire romain devait être un lieu de pèlerinage important. Le temple avait des dimensions de 64,80 mètres de long sur 52,70 mètres de large et était entouré d'une enceinte elliptique (péribole - en fait constitué de 36 arêtes de 10 mètres de longueur) dont les dimensions sont de 110 mètres sur 117 mètres et l'épaisseur des murs de 60 centimètres qui délimitait une surface d'environ un hectare,,. Le péribole et le temple forment un ensemble original pour l'époque. L'enceinte, qui laisse entrevoir deux entrées diamétralement opposées à l'est et à l'ouest, a été construite postérieurement au temple romain afin de rattraper l'alignement avec le théâtre antique.
Jouxtant le temple, des caveaux funéraires ont été mis au jour.

#### Le sanctuaire du champ des fougères
Daté du Ier siècle av. J.-C., le sanctuaire, délimité par une enceinte curviligne, s'est développé au fil du temps. Les vestiges et le mobilier atteste la pratique de rituels et de cérémonies religieuses. Le mobilier issu de dons des fidèles sont de faible valeur : bague, fibules, perles en verre. Des couteaux rituels des IIe et IIIe siècles et des carcasses de bœufs attestent quant à eux la présence de cérémonies d'abattage. Le sanctuaire pourrait être dédié à Mars et à Minerve.

### Les bains de Courcelles
Les bains de Courcelles (ou thermes de Courcelles) sont situés à l'est de la ville au lieu-dit de Courcelles. Ils sont détruits depuis le IIe siècle et sont désormais enfouis ; Ils ne sont mis au jour que lors des travaux de prospection (réfection de chaussée, etc.). Inscrits au titre des monuments historiques en 1990, ils forment un ensemble « monumental » avec piscines et hypocaustes et se serait développé autour de la source de Courcelles.

### Les fortifications

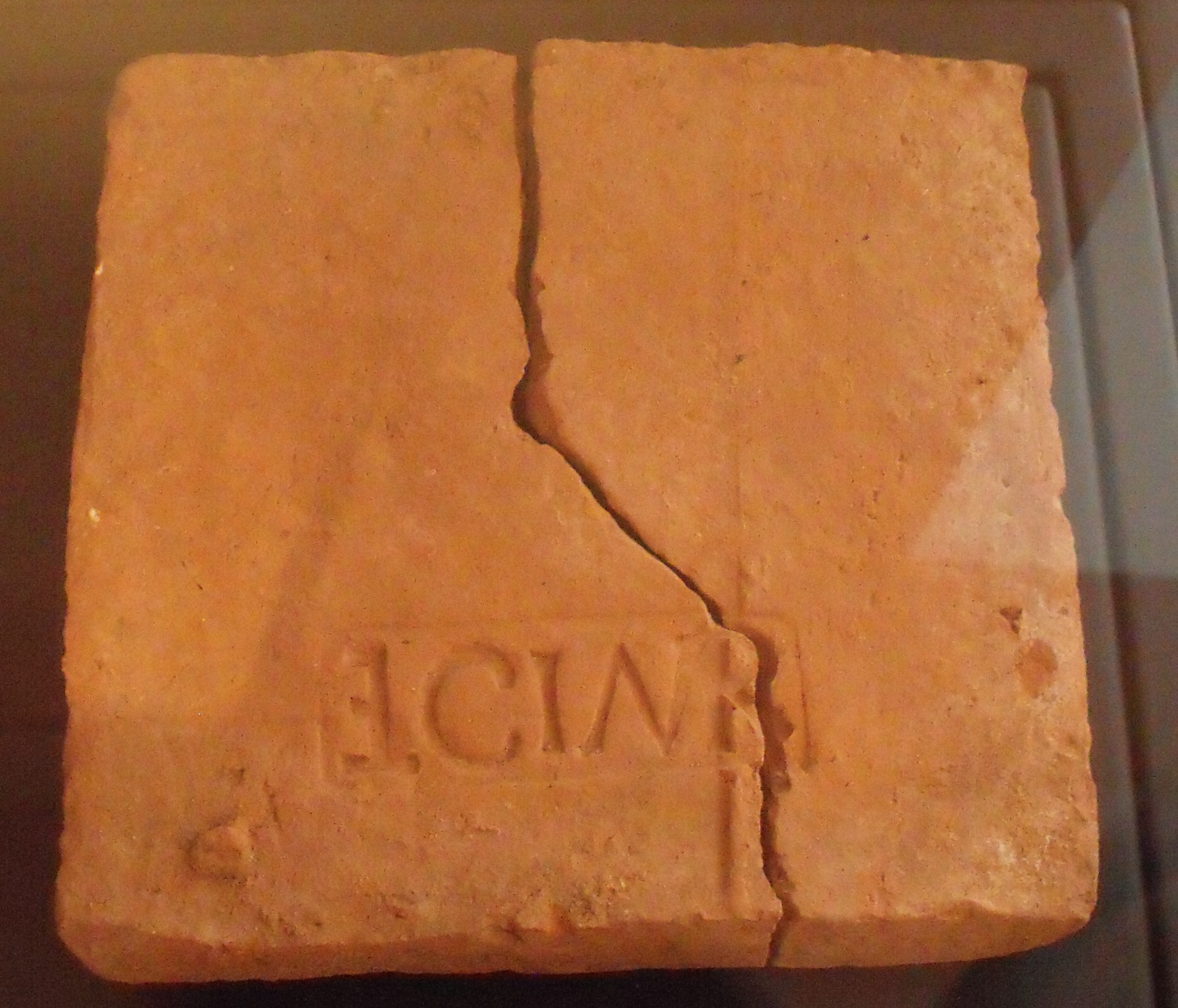
Brique avec estampille de la légion I Martia

La supposition et la découverte des fortifications sont plutôt tardives (sondages en 1990).
Érigées entre les IIe et IIIe siècles, un ensemble fortifié a été mis au jour au lieu-dit champ des Cloux du château non loin du théâtre antique. Ces fortifications sont en forme « de cloche », c'est-à-dire qu'ils formaient un demi-cercle et qu'une muraille fermait ce demi-cercle le long du Doubs,. Ces murailles, composées de tours semi-circulaires, avaient pour but de protéger le passage sur la rivière, ainsi que le port fluvial sur le Doubs.
L'ensemble fortifié délimite une zone d'un hectare et demi environ et présente des similitudes avec les ensembles fortifiés des cités voisines.
Ces fortifications et le mobilier martial trouvé confirme la présence militaire au IVe siècle. Des objets issus de diverses régions (Savoie, Bourgogne, nord de la Gaule, etc.) démontre la variété d'approvisionnement à cette époque là,.
Le peu de sondages et fouilles effectuées sur les fortifications ne permet pas de connaître la disposition précise des lieux mais laisse place à des hypothèses.

### Le faubourg du pont
Les diverses fouilles ont mis au jour dans ce quartier plusieurs bâtiments à vocation artisanale datant du Ier siècle. Les différents fragments ont révélé que l'activité artisanale du quartier concernait la poterie, la métallurgie (fer et bronze) et la boucherie. L'activité artisanale perdurera jusqu'à la fin du IIIe siècle.

### L'essarté
Le quartier de l'essarté est situé sur l'actuelle commune de Mathay. Ce quartier était distant d'un kilomètre et demi du centre urbain d'Epomanduodurum et était spécialisé en artisanat de la céramique. Occupé dès le Ier siècle et jusqu'au IIIe siècle, ce quartier est organisé autour d'un quadrillage de rues régulières sur une surface d'environ vingt hectares.

### Autres quartiers
Les différentes campagnes de fouilles ont mis au jour d'autres quartiers ayant différentes vocations. Ainsi, le quartier à vocation résidentielle des mallots, les hauts de Mathay, quartier à vocation artisanale et déjà occupé au IVe millénaire avant notre ère et le quartier de la rue de la récille formés d'habitations et d'entrepôts viennent compléter l'ensemble archéologique de la ville antique.

## Chronologie simplifiée
Principaux jalons de l'histoire d'Epomanduodurum :
- -1000 : Objets en bronze de Mathay.
- v. -300 : premières traces du sanctuaire du clos du château.
- Ier siècle av. J.-C.: sanctuaire du champ des fougères.
- Ier siècle : apogée de l'agglomération.
- v. 350 : Rétractation urbaine. Fortifications et présence militaire.
- VIIIe siècle : Castrum de Mandroda / Mandorum